# NGC 5652
NGC 5652 est une vaste galaxie spirale intermédiaire (barrée ?) située dans la constellation de la Vierge. Sa vitesse par rapport au fond diffus cosmologique est de 7 729 ± 16 km/s, ce qui correspond à une distance de Hubble de 114,0 ± 8,0 Mpc (∼372 millions d'al). NGC 5652 a été découverte par l'astronome germano-britannique William Herschel en 1793. Cette galaxie a aussi été observée par l'astronome américain Lewis Swift le 19 avril 1887 et elle a été inscrite au New General Catalogue sous la désignation NGC 5650.
La classe de luminosité de NGC 5652 est II-III et elle présente une large raie HI.
À ce jour, sept mesures non basées sur le décalage vers le rouge (redshift) donnent une distance de 97,800 ± 14,604 Mpc (∼319 millions d'al), ce qui est à l'intérieur des valeurs de la distance de Hubble. Notons cependant que c'est avec la valeur moyenne des mesures indépendantes, lorsqu'elles existent, que la base de données NASA/IPAC calcule le diamètre d'une galaxie et qu'en conséquence le diamètre de NGC 5652 pourrait être d'environ 69,6 kpc (∼227 000 al) si on utilisait la distance de Hubble pour le calculer.
Selon Abraham Mahtessian, NGC 5652 et NGC 5674 forment une paire de galaxies.